# Кудухов, Бесик Серодинович
Бе́сик Сероди́нович Куду́хов (осет. Къудухты Серодины фырт Бесик; 15 августа 1986, село Цхилон, Ленингорский район, Грузинский ССР— 29 декабря 2013, под Армавиром, Россия) — российский борец вольного стиля осетинского происхождения. Четырёхкратный чемпион мира, чемпион Европы, бронзовый призёр Олимпийских игр в Пекине, серебряный призёр Олимпийских игр в Лондоне.

## Биография
Родился в Грузинской ССР в селе Цхилони, Чуть позже семья переехала в Беслан, в котором он окончил школу № 1. С девяти лет начал заниматься спортом. Особенный приоритет отдавал всевозможным видам борьбы. Со временем его предпочтение было отдано именно вольному стилю. Первым, а затем главным тренером Кудухова стал Валентин Андреевич Гозоев.
В 2003 году стал победителем первенства Европы среди кадетов. В 2005 году вошёл в состав российской сборной. В этом же году стал победителем первенства мира среди юниоров. В 2006 году выиграл чемпионат России и вновь участвовал на чемпионате мира, завоевав серебряную медаль. В 2007 году завоевал золотые медали на Гран-при Ивана Ярыгина, чемпионате Европы и Чемпионат мира по борьбе 2007 чемпионате мира Также в 2007 он поборол нынешнего чемпиона UFC в легчайшем весе а также олимпийского чемпиона Генри Сехудо . В 2008 году после побед на кубке мира и Гран-при Ивана Ярыгина принял участие на Олимпийских играх в Пекине, став обладателем бронзовой медали.
В 2009 году вновь завоевал золото чемпионата России и чемпионата мира, а также бронзу в командных соревнованиях на кубке мира. Два года подряд (2010, 2011) завоёвывал золотые медали на чемпионатах России, мира, этапах кубка мира, благодаря чему являлся безоговорочным лидером в весовой категории до 60 килограмм в мире. В 2012 году в пятый раз стал победителем чемпионата России, тем самым, завоевав путевку на Олимпийские игры в Лондоне. В финале Олимпиады уступил азербайджанскому борцу Тогрулу Аскерову.
В 2013 году на чемпионате России занял третье место, уступив в полуфинальной встрече будущему победителю турнира — Бекхану Гойгерееву. В течение 2013 года принимал участие на мастерском турнире имени Степана Саркисяна и на всероссийском турнире «День Победы», завоевав на обоих стартах по серебряной медали. В ноябре-декабре 2013 года стал победителем двух турниров: всероссийского турнир на призы Сослана Андиева и этапа кубка Бразилии в Рио-де-Жанейро.
Погиб в автокатастрофе на федеральной трассе под Армавиром 29 декабря 2013 года.
Похоронен на Аллее Славы во Владикавказе

## Посмертные события
В 2016 году Международный олимпийский комитет перед Играми в Рио-де-Жанейро инициировал масштабную перепроверку допинг-проб. В августе стало известно о том, что в допинг-пробе Кудухова, взятой во время Игр 2012 года в Лондоне, найден туринабол. Индийский борец вольного стиля Йогешвар Дутт, завоевавший на Олимпиаде бронзовую медаль в весовой категории до 60 килограммов, написал в Twitter, что готов оставить себе бронзу и не получать серебро вместо Кудухова: «Бесик Кудухов — великий борец. Я уважаю его как спортсмена. То, что выяснилось, что его допинг-тест оказался положительным после его смерти — трагедия. Если это возможно, надо позволить Кудухову сохранить эту медаль. Человечность имеет первостепенное значение для меня». В октябре 2016 года первый вице-президент Федерации спортивной борьбы России Георгий Брюсов заявил, что МОК не будет лишать Кудухова серебряной медали.

## Спортивные достижения
- Бронзовый призёр Олимпийских игр в Пекине;
- Четырёхкратный чемпион мира (2007, 2009, 2010, 2011);
- Серебряный призёр чемпионата мира (2006);
- Чемпион Европы (2007);
- Двукратный обладатель кубка мира (2010, 2011);
- Двукратный призёр кубка мира (2006 — Серебро; 2009 — Бронза);
- Пятикратный чемпион России (2006, 2009, 2010, 2011, 2012);
- Двукратный победитель международного турнира «Гран-при Иван Ярыгин» (2007, 2008).

## Награды
- Медаль ордена «За заслуги перед Отечеством» I степени (13 августа 2012 года) — за большой вклад в развитие физической культуры и спорта, высокие спортивные достижения на Играх XXX Олимпиады 2012 года в городе Лондоне (Великобритания)[6];
- Медаль ордена «За заслуги перед Отечеством» II степени (2 августа 2009 года) — за большой вклад в развитие физической культуры и спорта, высокие спортивные достижения на Играх XXIX Олимпиады 2008 года в Пекине[7];
- Заслуженный мастер спорта России;
- Мастер спорта России международного класса.

## Общественное признание, память
- Почётный гражданин города Беслан.
- 14 августа 2014 года переулок Церетели в городе Беслан, был переименован в переулок Бесика Кудухова[8].
- Посмертно введен в Зал славы Международной федерации объединенных стилей борьбы[9].
- В Краснодаре в честь Бесика Кудухова названа центральная улица микрорайона Спортивная деревня*
- В районном центре поселка городского типа Ленингор, Южная Осетия, в честь Бесика Кудухова названа центральная улица.
- В Краснодаре проводится ежегодный турнир памяти Бесика Кудухова[10].